# Resolució 990 del Consell de Seguretat de les Nacions Unides
La Resolució 990 del Consell de Seguretat de les Nacions Unides fou adoptada per unanimitat el 28 d'abril de 1995. Després de reafirmar totes les resolucions sobre els conflictes a l'antiga Iugoslàvia, particularment les resolucions 981 i 982, el Consell, en virtut del Capítol VII de la Carta de les Nacions Unides, va autoritzar el desplegament de l'Operació de les Nacions Unides per al Restabliment de la Confiança a Croàcia (UNCRO).
El Consell va cridar al govern de Croàcia de les autoritats dels serbis de Croàcia a cooperar plenament amb la UNCRO en l'execució del seu mandat, expressant la seva preocupació que Croàcia encara no havia signat un Acord d'Estatut de les Forces. Es va demanar al Secretari General que informés al Consell a tot tardar el 15 de maig de 1995 sobre el tema.